# 祝ミリオン・初回アルバム3枚組 BOX SET 〜Appreciation to the million breakthrough〜
『祝ミリオン・初回アルバム3枚組 BOX SET 〜Appreciation to the million breakthrough〜』（しゅくミリオン しょかいアルバムさんまいぐみ ボックス セット アプリシエイション トゥ ザ ミリオン ブレイクスルー）は、EXILEのアルバム集ボックス・セット。2004年3月31日にrhythm zoneから発売。

## 概要
3rdアルバム『EXILE ENTERTAINMENT』がデビュー以来初のミリオンセラーとなったことを記念して、1stアルバム『our style』、2ndアルバム『Styles Of Beyond』、3rdアルバム『EXILE ENTERTAINMENT』の初回限定盤をまとめたボックスセットを1万5000枚限定生産で発売。特典に「Choo Choo TRAIN」のロゴ入り携帯ストラップが付いた。

## 収録ディスク
※各アルバムのページを参照。
- Disc 1『our style』
- Disc 2/3『Styles Of Beyond』
- Disc 4/5『EXILE ENTERTAINMENT』